# São João do Campo
São João do Campo es una freguesia portuguesa del concelho de Coímbra, con 7,31 km² de superficie y 2.309 habitantes (2001). Su densidad de población es de 315,9 hab/km².